# Katedra św. Mikołaja w Czeskich Budziejowicach
Katedra św. Mikołaja w Czeskich Budziejowicach (czes. Katedrála svatého Mikuláše) – pierwszy kościół w północno-wschodnim narożniku rynku został wybudowany w XIII wieku. Obecna świątynia barokową formę uzyskała po ostatniej przebudowie w latach 1641–1649.
Podczas wojny trzydziestoletniej w kaplicy przechowywano królewskie archiwum i czeskie insygnia koronacyjne. Wewnątrz zwraca uwagę kremowo-beżowo-niebieskie sklepienie. Za prezbiterium – na zewnątrz katedry – stoi mała unicka kapliczka z I połowy XVIII stulecia, z freskami z 1785 roku.